# Epiprokt
Epiprokt (gr. epi – na, proktos – odbyt) – przydatek położony nad otworem odbytowym owadów, klapowata płytka 11. pierścienia odwłokowego, z której może odchodzić nić końcowa. Epiprokt może być wtórnie przekształconym 10. pierścieniem i służyć jako osłona otworu odbytowego.